# يانيس هاجي
يانيس هاجي هو لاعب كرة قدم روماني في مركز خط الوسط (ولد يوم 22 أكتوبر من العام 1998 في إسطنبول حين كان والده جورجي هاجي يلعب في صفوف نادي غلطة سراي).

## مسيرته الكروية
لعب يانيس هاجي خلال مسيرته الاحترافية مع 4 أندية في ثمانية مواسم وسجل خلالها 23 هدفًا ضمن 106 مباراة. حيث فاز في موسم واحد بالكأس ولم يفز بأي دوري.
خاض يانيس هاجي مسيرته مع نادي فيتورول كونستانتا في موسم 2014–15 في المرة الأولى ولمدة موسمين ثم في موسم 2017–18 ولمدة موسمين، مشاركًا طوالها في 83 مباراة سجل خلالها 19 هدفًا. ثم انتقل إلى نادي فيورنتينا في موسم 2016–17 ولمدة موسمين، حيث شارك في مباراتين ولم يسجل أي هدف. لينتقل بعدها إلى نادي رينجرز في موسم 2019–20 لمدة موسم واحد، مشاركًا في 7 مباريات سجل خلالها هدفًا واحدًا.

## وصلات خارجية
يانيس هاجي على موقع الاتحاد الدولي (مؤرشف)  (الإنجليزية)
- يانيس هاجي على موقع الاتحاد الأوربي (الإنجليزية)
- يانيس هاجي على موقع قاعدة بيانات كرة القدم.إي يو (الإنجليزية)
- يانيس هاجي على موقع ناشيونال فوتبول تيمز (الإنجليزية)
- يانيس هاجي على موقع Soccerbase.com (لاعب) (الإنجليزية)
- يانيس هاجي على موقع Soccerway.com (الإنجليزية)
- يانيس هاجي على موقع عالم كرة القدم.نت (الإنجليزية)
- يانيس هاجي على موقع AS.com (الإسبانية)